# Граф Монте-Кристо (фильм, 1942)
«Граф Монте-Кристо» (исп. El conde de Montecristo) — фильм, снятый по одноимённому роману Александра Дюма. Премьера состоялась 29 апреля 1942 года в Мексике.

## Сюжет
Сюжет фильма в основном соответствует роману Александра Дюма. Но в нём есть и свои различия. Например, в нём отсутствует разбойник Луиджи Вампа, а следовательно там нет сцены с его участием.

## В ролях
- Артуро де Кордова[исп.] — Эдмон Дантес (граф Монте-Кристо)
- Мару Кортес — Гайде
- Консуэло Франк — Мерседес (графиня де Морсер)
- Рене Кардона — Фернан Мондего (граф де Морсер)
- Абель Саласар — виконт Альбер де Морсер
- Мигуэль Аренас — Жерар де Вильфор
- Рафаэль Баледон — Максимилиан Моррель
- Карлос Лопес Моктесума — барон Данглар
- Анита Бланк — Элоиза де Вильфор

## Отзывы
В основном, фильм получил положительные отзывы.